# Buddy Whittington and The Buddy Whittington Band
Buddy Whittington är det första soloalbumet av Buddy Whittington utgivet 2007. Albumet har en tydlig blues och rockkaraktär.

## Låtlista
1. Young & Dumb - 3:48 (Buddy Whittington)
2. Pay the Band - 4:34 (Buddy Whittington)
3. Minor Blues - 4:49 (Buddy Whittington)
4. Stevie Rave On - 3:44 (Buddy Whittington)
5. Second Banana - 3:20 (Buddy Whittington)
6. Greenwood - 4:09 (Buddy Whittington)
7. Can't Be Good for Me - 3:03 (Buddy Whittington)
8. Romance Classified - 3:45 (Buddy Whittington)
9. Sure Got Cold After the Rain Fell - 8:46 (Billy E. Gibbons)
10. Every Goodbye Ain't Gone - 3:00 (Buddy Whittington)

## Medverkande
- Buddy Whittington - Elektrisk Lead-gitarr, Sång
- Wayne Six - Basgitarr
- Mike Gage - Trummor och percussion
- Michael "Mouse" Mayes - Guitar and 2nd Lead solo on "Stevie Rave On"
- Rex Mauney - Hammond B3 Organ on "Minor Blues" and "Sure Got Cold After the Rain Fell"
- Michael Hamilton - Piano and Organ on "Every Goodbye Ain't Gone"
- Partrick Gage - Tenor Saxaphone
- Dave Richards - Trombone on "Can't be Good For Me"
- Chris Borin - Trumpet

- Produced by Mike Gage and Buddy Whittington
- Engineered and mixed by Mike Gage
- CD Utgåva 2011. BWB Records